# R-3 (Spanje)
De Radial 3 of R-3 is een radiale snelweg in Spanje. De snelweg ligt parallel aan de A-3 en vormt hiermee een alternatief voor die drukke snelweg. De weg begint in Madrid aan de M-30 en eindigt 85 kilometer verder op aan de A-3 in Tarancón.

## Geschiedenis
De R-3 werd op 16 februari 2004 opengesteld voor verkeer. Hiermee werd de A-2 ontlast van de drukke ochtend- en avondspits. Op 29 juni 2007 werd het knooppunt met de M-50 geopend.

## Exploitatie
De R-3 wordt door Radial 3 geëxploiteerd. Op de weg wordt tol geheven.

## Verkeersintensiteit
| Jaar | Gemiddeld aantal voertuigen per dag | % Variatie |
| ---- | ----------------------------------- | ---------- |
| 2014 | 9.339                               | -0,1       |
| 2013 | 9.345                               | -9,4       |
| 2012 | 10.309                              | -16,8      |
| 2011 | 12.387                              | -12,0      |
| 2010 | 14.073                              | -5,2       |
| 2009 | 14.842                              | -2,3       |
| 2008 | 15.193                              | -6,4       |
| 2007 | 16.230                              | +0,6       |
| 2006 | 16.136                              | +19,5      |
| 2005 | 13.499                              | +28,5      |
| 2004 | 10.504                              |            |